# تيتوس ديكسون
تيتوس ديكسون (بالإنجليزية: Titus Dixon)‏ هو لاعب كرة قدم أمريكية ولاعب كرة القدم الكندية أمريكي، ولد في 15 يونيو 1966 في كلوستون في الولايات المتحدة.

## وصلات خارجية
- تيتوس ديكسون على موقع مرجع كرة القدم المحترفة.كوم (الإنجليزية)